# Jasmine Estates
Jasmine Estates es un lugar designado por el censo ubicado en el condado de Pasco en el estado estadounidense de Florida. En el Censo de 2010 tenía una población de 18.989 habitantes y una densidad poblacional de 2.035,45 personas por km².

## Geografía
Jasmine Estates se encuentra ubicado en las coordenadas 28°17′46″N 82°41′21″O / 28.29611, -82.68917. Según la Oficina del Censo de los Estados Unidos, Jasmine Estates tiene una superficie total de 9.33 km², de la cual 9.19 km² corresponden a tierra firme y (1.44%) 0.13 km² es agua.

## Demografía
Según el censo de 2010, había 18.989 personas residiendo en Jasmine Estates. La densidad de población era de 2.035,45 hab./km². De los 18.989 habitantes, Jasmine Estates estaba compuesto por el 88.3% blancos, el 3.52% eran afroamericanos, el 0.49% eran amerindios, el 1.16% eran asiáticos, el 0.03% eran isleños del Pacífico, el 3.78% eran de otras razas y el 2.72% pertenecían a dos o más razas. Del total de la población el 14.21% eran hispanos o latinos de cualquier raza.